# Strzelectwo na Letniej Uniwersjadzie 2007 – tarcze ruchome 10 metrów mężczyzn indywidualnie
Zawody strzeleckie w konkurencji "tarcze ruchome 10 metrów mężczyzn indywidualnie" odbyły się 10 sierpnia na obiekcie Shooting Range w Bangkoku.
Złoto wywalczył Gan Lin, srebro Łukasz Czapla, zaś brązowy medal przypadł Władysławowi Prjanisznikowi.

## Finał
| Rk. | Kraj | Zawodnik                | Punkty |
| 1   | CHN  | Gan Lin                 | 582    |
| 2   | POL  | Łukasz Czapla           | 581    |
| 3   | UKR  | Władysław Prjanisznikow | 578    |
| 4   | RUS  | Maksim Stiepanow        | 577    |
| 5   | RUS  | Dmitrij Romanow         | 573    |
| 6   | CZE  | Bedřich Jonáš           | 572    |
| 7   | RUS  | Roman Marczenko         | 571    |
| 8   | UKR  | Oleksandr Zinenko       | 569    |